# Horniki Górne
Horniki Górne (kaszb. Gòrné Horniczi) – część wsi Nowa Karczma w Polsce położona w województwie pomorskim, w powiecie kościerskim, w gminie Nowa Karczma.
Wieś jest częścią składową sołectwa Nowa Karczma.
W latach 1975–1998 miejscowość administracyjnie należała do województwa gdańskiego.

## Nazwy źródłowe miejscowości
Arniki Górne, niem. Ober Hornikau